# Jan Becher
Koordinaten: 50° 13′ 49,2″ N, 12° 52′ 1,1″ O

Johann Becher in Karlsbad (vor 1900)

Werbung von Johann Becher (1905)

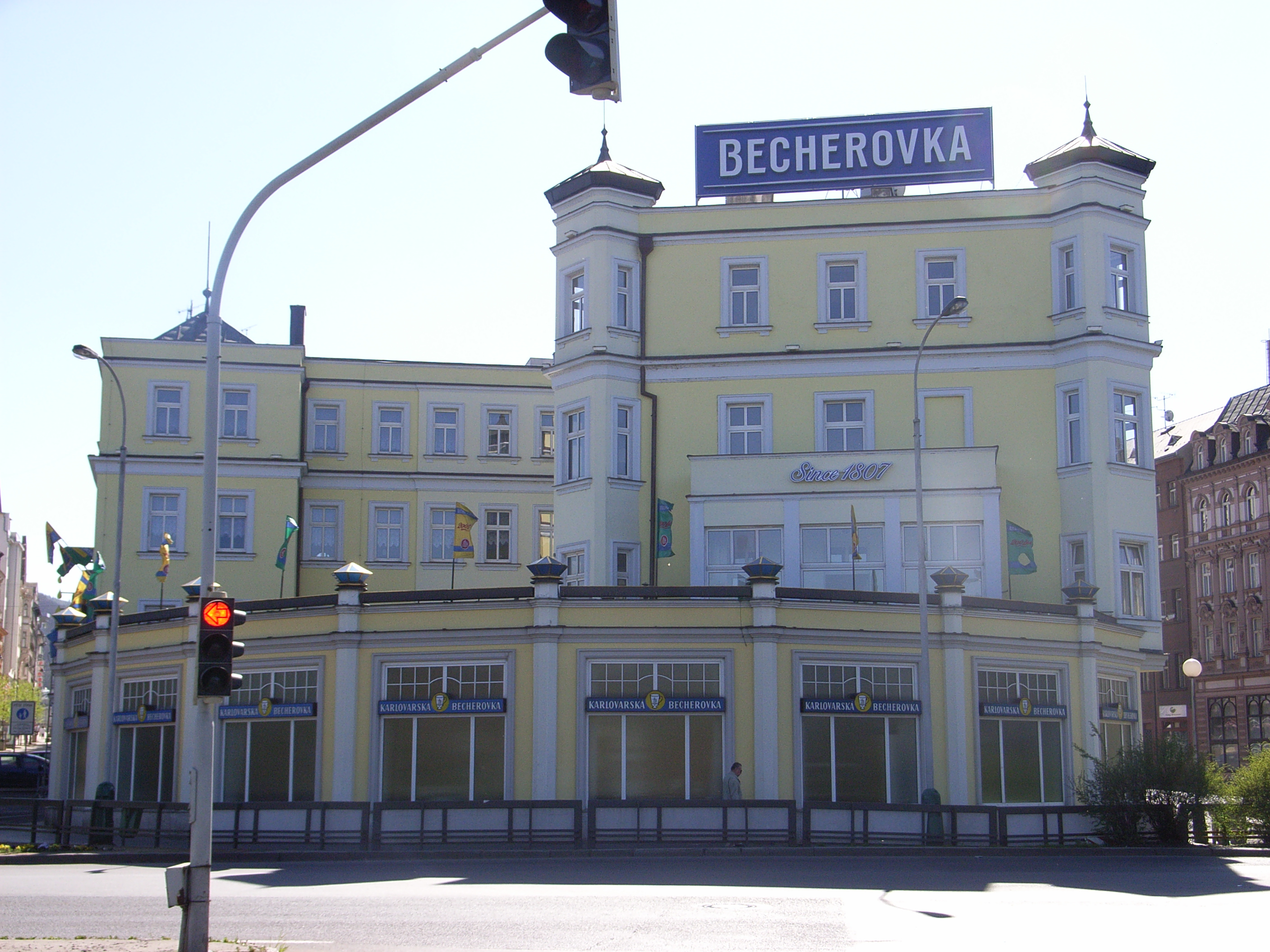
Hauptsitz von Jan Becher – Karlovarská Becherovka in Karlsbad

Die Jan Becher - Karlovarská Becherovka a.s. (früher Johann Becher) ist ein Spirituosenhersteller aus Karlsbad in Nordwestböhmen, Tschechien. Das bekannteste Produkt ist der Kräuterlikör Becherovka (früher Karlsbader Becher-Bitter genannt). Der Hauptsitz des Unternehmens ist an der Masaryk-Straße 57 (früher Invalidenplatz).

## Geschichte
Die Ursprünge des Unternehmens reichen bis in die Anfänge des 19. Jahrhunderts. Im Jahre 1805 besuchte der Reichsgraf von Plettenberg-Mietingen mit seinem Begleiter, dem englischen Arzt Christian Frobrig, den Kurort Karlsbad und quartierte sich in das "Haus der drei Lerchen" ein, welches dem Apotheker Josef Vitus Becher gehörte. Die Leidenschaft, Kräuter und Alkohol zu mischen, verband den englischen Arzt und den Karlsbader Apotheker. Als der Arzt die Stadt wieder verließ, soll er Josef Vitus Becher mit den Worten: „Das hier hat mich ziemlich begeistert“ einen Zettel, auf dem eine Rezeptur aus Kräutern, Gewürzen aus den britischen Kolonien und Alkohol notiert war, gegeben haben.
Nach weiterem Probieren und Experimentieren entwickelte Josef Vitus Becher einen Bitterlikör, den er nach dem Jahr 1807 produzierte und als „Carlsbader English Bitter“, später als „Karlsbader Becher-Bitter“ in den Handel brachte. Im Jahr 1841 übergab Josef Becher das Unternehmen seinem Sohn Johann Becher († 1895), tschechisch Jan Becher genannt.
Unter seiner Führung wurde der Becher-Bitter weithin bekannt und die Herstellung in großem Umfang aufgenommen. Er ersetzte veraltete Maschinen durch moderne und ließ 1867 eine neue Produktionsstätte errichten, die heute in Karlsbad noch erhalten ist. Nach und nach wurde ein Export geschaffen, der nicht nur ganz Europa umfasste, sondern sich auch nach Amerika erstreckte. Bald fanden sich Nachahmer, denen es aber nicht gelang, ein auch nur annähernd gleiches Produkt herzustellen. "Sprudel-Bitter" war der Name des letzten Produktes, dessen Verkauf 1938 eingestellt wurde. Die Rezeptur des Becher-Bitters, heute Becherovka genannt, wird in der Drogikamr der Becher'schen Fabrik in Karlovy Vary als strenges Geheimnis gehütet.
Der „Karlsbader Englisch-Bitter“ wurde auch als ein Prophylaktikum bei Cholera-Erkrankungen mit Erfolg eingesetzt.
Der Karlsbader Becherbitter wurde bei Ausstellungen mit silbernen und goldenen Medaillen prämiert: 1871 und 1882 in Eger, 1873 in Wien, 1874 und 1891 in Prag, 1878 in Paris und 1879 in Teplitz.
Im Laufe der Zeit folgten mehrere Mitglieder der Familie Becher in leitender Funktion. Nach Johann Becher folgte sein Sohn Gustav, der den „Karlsbader Becher-Bitter“ als geschützte Marke bei der Industrie- und Handelskammer Eger eintragen ließ. Das Unternehmen wurde nach dem Vater benannt und am 31. Mai 1901 beim Handelsregister des Regionalgerichtes von Eger eingetragen. Der Kräuterlikör erhielt auf zahlreichen Weltausstellungen höchste Preise. Nicht nur die Aristokratie wurde mit dem Becher-Bitter beliefert, sondern auch der kaiserliche Hof in Wien. Für diese Leistungen wurde Becher zum k.u.k. Hof- und Kammerlieferanten ernannt.
1901 folgten Gustavs Brüder Rudolf und Johann Becher (II.) als Geschäftsführer bis 1915. Gustav Becher begann die Exportgeschäfte außerhalb Österreich-Ungarns verstärkt auszubauen und vergrößerte 1901 die Fabrik erneut.
Alfred Becher übernahm 1915 die Leitung kurz nach Ausbruch des Ersten Weltkrieges. Unter seiner Führung konnte das Unternehmen die Wirren des Ersten Weltkrieges und den Zusammenbruch der Monarchie Österreich-Ungarn überleben.
Da der einzige Sohn und Erbe von Alfred, Hansfred Gustav, an der Front im Zweiten Weltkrieg fiel, übernahm am 22. April 1941 die Tochter von Alfred, Hedda Becher (* 24. März 1914; † 2007), gemeinsam mit ihrer Mutter Ernestine das Unternehmen. Der Krieg und die Versorgungsknappheit für die Zutaten, insbesondere von Kräutern, erschwerten dem Unternehmen Becher die Geschäfte.
Im Jahr 1945 wurde das Unternehmen von der Tschechoslowakei verstaatlicht. Hedda Becher soll gezwungen worden sein, das geheimgehaltene Rezept des Kräuterbitterlikörs preiszugeben, danach wurde sie mit ihren zwei Kindern und ihrer Mutter Ernestine Becher als Heimatvertriebene nach Deutschland abgeschoben. Die Herstellung des Becherbitters ging in Karlsbad zunächst mit 14 Angestellten weiter, im Vergleich zu früheren Zeiten eine sehr kleine Zahl. In der zweiten Hälfte der 1950er Jahre war die Auflösung der Firma nahe. In den 1960er Jahren wurde die Produktion wieder erhöht und der Betrieb konnte sich mit der Produktionseinführung von alkoholfreien Getränken in Otovice retten.
Hedda Baier-Becher führte nach der Vertreibung der Familie aus der Tschechoslowakei 1949 die Firma in Köln als "Johann Becher OHG Likörfabrik" weiter. Sie hatte das geheimgehaltene Rezept der Herstellung des "Karlsbader Becherbitters" im Gedächtnis behalten. Die Firma war ab 1950 in Kettwig, ab 1984 in Rheinberg ansässig und verkaufte den "Karlsbader Becherbitter" wie zuvor in Flaschen mit blau-gelbem Etikett.
In den 1970er Jahren erwarb Emil Underberg (Firma Underberg) die "Johann Becher OHG". Er schloss im Oktober 1985 einen Vertrag mit dem verstaatlichten Unternehmen in Karlsbad und wurde alleiniger Importeur für die Bundesrepublik Deutschland. Im Gegenzug stellte die Johann Becher OHG ihre eigene Produktion ein. Im Jahr 1994 kündigte die Firma in Karlsbad den bisherigen Vertrag, und Emil Underberg und Hedda Baier-Becher nahmen die Produktion des Likörs wieder auf. Es kam zu einem Gerichtsverfahren vor dem Landgericht Düsseldorf, das am 9. Oktober 1997 zu Gunsten von Hedda Baier-Becher entschieden wurde.
1997 wurde der tschechische Staatsbetrieb Becher in Karlsbad von der Regierung reprivatisiert und in eine Gesellschaft mit beschränkter Haftung (s.r.o.) umgewandelt. Der internationale Getränkekonzern Pernod Ricard übernahm das Unternehmen und gliederte es als Tochtergesellschaft in seine Firmengruppe ein. Pernod Ricard erwarb zunächst 35 % und stockte 2001 auf 95,7 % auf. Im April 1999 kaufte Pernod Ricard die "Johann Becher OHG" von Underberg für 730 Millionen Schilling und gliederte sie an "Jan Becher - Karlovarská Becherovka a.s." an.
In Karlsbad wurde ein Becher-Museum eingerichtet, das Erinnerungen an die Geschichte der Nachkommen von Josef Vitus Becher, die Entwicklung des Unternehmens und die Herstellungsweisen des Karlsbader Becherbitters darstellt.
Im Dezember 2023 kündigte Pernod Ricard an, das Unternehmen an die polnische Grupa Maspex zu verkaufen. Das Kartellamt stimmte der Übernahme Anfang 2024 zu, die bis Mitte des Jahres abgeschlossen sein sollte.

## Produkte
Becherovka ist das Hauptprodukt der Firma "Jan Becher" und wurde 2008 in über 35 Länder weltweit exportiert. Daneben werden weitere Produkte wie das Lemond, der Likör Cordial und der Aperitif KV 14 hergestellt.